# Him (film, 1974)
Pour les articles homonymes, voir HIM.
Pour plus de détails, voir Fiche technique et Distribution.
Him est un film pornographique gay américain sorti en 1974, réalisé par Ed D. Louie (qui s'est révélé être l'artiste multidisciplinaire Ed Lui), avec l'artiste gay Gustav "Tava" Von Will dans le rôle de Jésus.

## Synopsis
Le film suit un jeune homme gay qui développe une obsession érotique sur la vie de Jésus.
Le critique de cinéma Michael Medved en parle dans son ouvrage The Golden Turkey Awards (1980) comme du « concept le moins érotique en pornographie ».

## Distribution
Le film est sorti le 27 mars 1974 au 55th Street Playhouse, un cinéma de New York. Il a été projeté jusqu'au 23 mai 1974. Il est de retour au même cinéma le 6 décembre 1974 et en janvier 1976. Il est également projeté au Bijou Theater (Chicago), au Nob Hill Theatre à San Francisco, au Sansom Cinema à Philadelphie, au Gay Paree Theatre en Atlanta, au Wood Six Theatre à Highland Park, au David Theatre à New York, et au Penthouse Theatre à Pittsburgh.

## Statut de film perdu
À ce jour, aucune copie du film n'a été retrouvée. Le site de cinéma Film Threat le classait en 2007 parmi les films perdus les plus recherchés. 
Le film a été considéré comme une inspiration pour le canular du film sur un Jésus gay, mais une enquête publiée par Snopes a conclu que ce n'était pas le cas.
Le film a été lui-même présenté comme un canular, mais des critiques d'époque dans The Village Voice et Variety ont été retrouvées, prouvant son existence, de même que des publicités pour sa sortie au cinéma à New York. Le film est également mentionné dans un article de Time.
Des informations sur le réalisateur ont également été révélées, entre autres qu'il était le neveu du propriétaire du cinéma 55th Street Playhouse où a eu lieu la première.